# Геліосфера

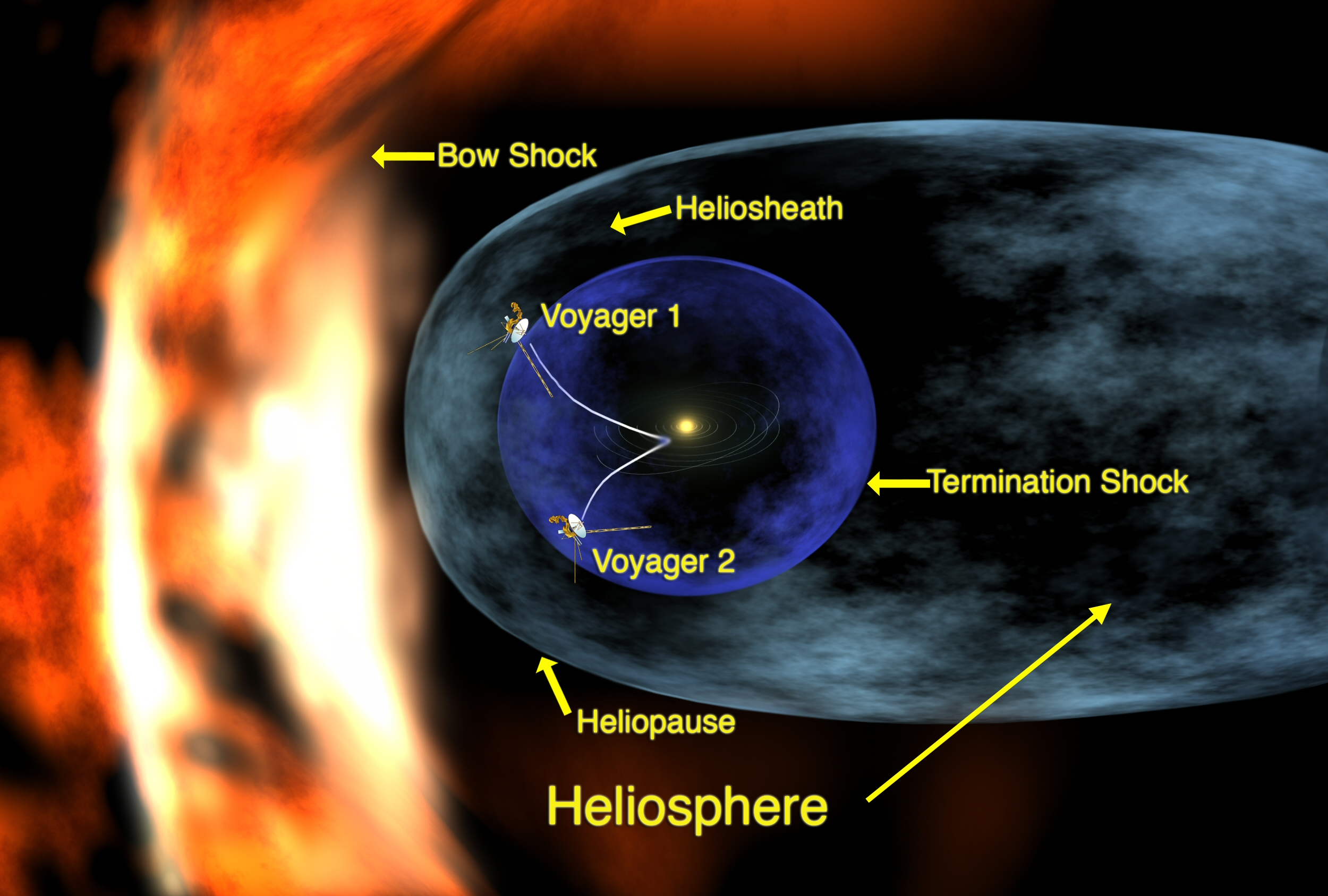
Умовне зображення геліосфери та розташування у ній космічних апаратів «Вояджер-1» та «Вояджер-2».

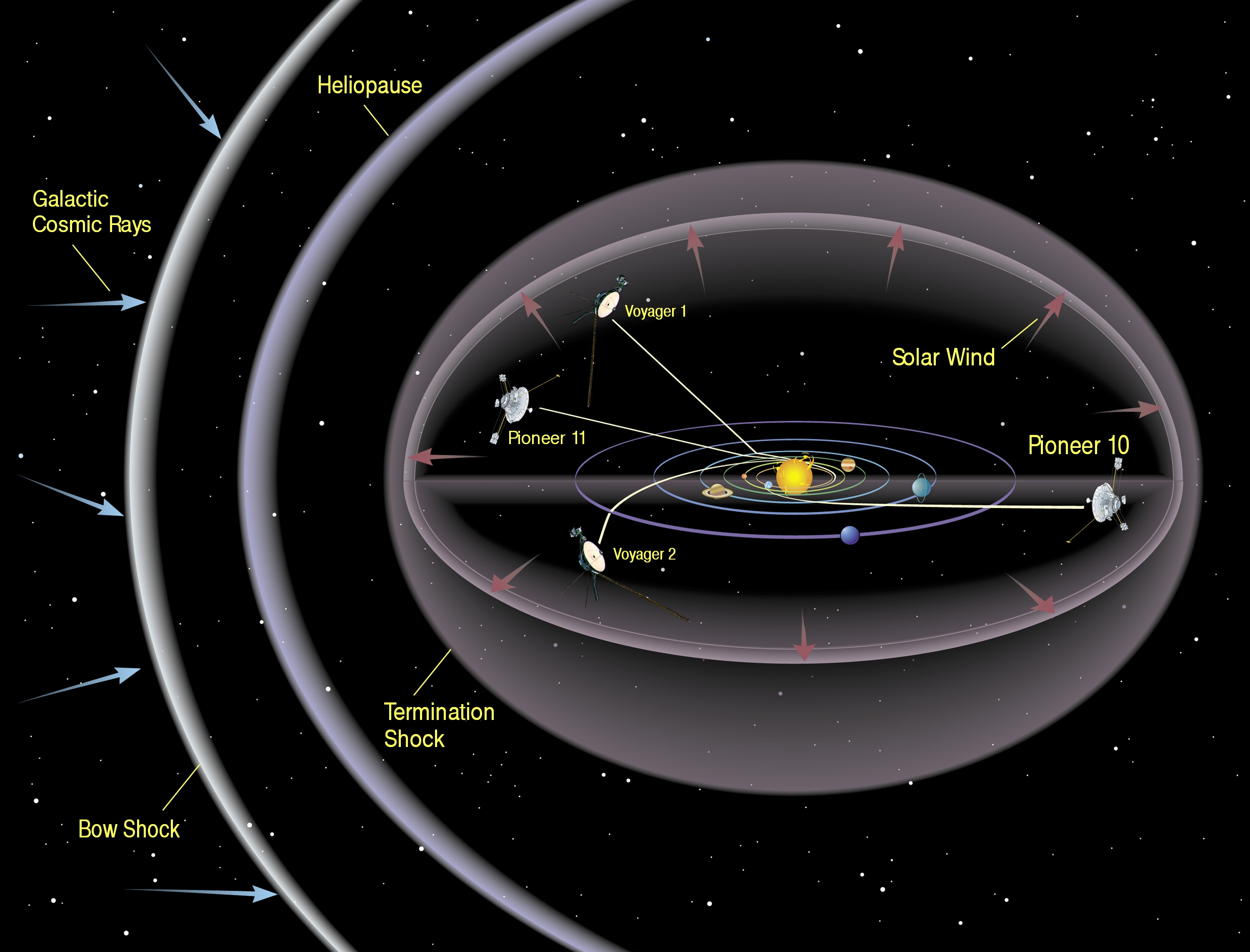
Діаграма структури геліосфери, форми приблизні та засновуються на даних апарата Interstellar Boundary Explorer

Геліосфе́ра — зона у космічному просторі навколо Сонця, оточена міжзоряним простором, що перебуває під впливом сонячного вітру. Майже вся речовина в межах геліосфери походить із Сонця. Межею геліосфери вважають геліопаузу, де потік сонячної плазми врівноважується гідродинамічним та магнітним тиском міжзоряного газу. За сучасними даними ця межа розташована на відстані близько 100 а. о. і деякою мірою залежить від сонячної активності. Форма геліосфери несиметрична, що зумовлено рухом Сонця відносно навколишнього середовища у напрямку апекса зі швидкістю 20—25 км/с.
На відстані 60–70 а. о. (10 млрд км) від Сонця сонячний вітер рухається зі швидкістю понад 200 км/с (1 млн км/год), але внаслідок взаємодії з міжзоряним простором гальмується і його швидкість падає до нуля. Межа, на якій відбувається гальмування сонячного вітру міжзоряним простором, має назву головної ударної хвилі (англ. termination shock). Цієї межі, яка розташована на відстані близько 90 а. о. від Сонця, досягли 2003 року космічні апарати «Вояджер-1» та «Вояджер-2» та в інших роках космічні апарати «Піонер-10» й «Піонер-11». Межа, на якій рух сонячного вітру зупиняється, має назву межі ударної хвилі (англ. bow shock).